# Gottfried von Hohenlohe
Gottfried von Hohenlohe (ur. 1265, zm. 19 października 1310 w Mergentheim) – wielki mistrz zakonu krzyżackiego w latach 1297–1303. 

## Życiorys
Syn Krafta I von Hohenlohe i Willeborgi von Wertheim oraz krewny wielkiego mistrza Heinricha III von Hohenlohe, ponieważ obaj pochodzili z tego samego rodu Hohenlohe.
Gottfried von Hohenlohe pochodził z rodu bogatych feudałów wirtemberskich osiadłych w miejscowości Hohenloch pod Uffenheim. Do zakonu krzyżackiego wstąpił w 1279 r. W 1290 r. został komturem we Frankonii, a w 1294 r. awansował do urzędu mistrza krajowego na terenie Niemiec. Jako bliski współpracownik wielkiego mistrza Konrada von Feuchtwangena został wybrany jego następcą na kapitule zakonnej w Wenecji w 1297 r.
Z uwagi na bierną postawę, jaką wykazywał w sprawie dalszego rozwoju państwa zakonu krzyżackiego na terenie Prus i Inflant, a także nierealizowanie żądań stawianych przez te prowincje, został zmuszony do złożenia urzędu wielkiego mistrza przez kapitułę zebraną w 1303 r. w Kłajpedzie. Oficjalną abdykację podpisał na kapitule generalnej zakonu w Elblągu 18 października 1303 r. opuścił Prusy i udał się do Niemiec, gdzie otrzymał w zarząd baliwat frankoński. W Niemczech nadal tytułował się wielkim mistrzem krzyżackim i uzurpował sobie wszystkie jego kompetencje. Stanął na czele opozycji i doprowadził do krótkotrwałego rozłamu w szeregach braci zakonnych. Rezydował w Ulm, w 1307 r. przeniósł się do Mergentheim. Pochowany został w Marburgu.